# Vizitatorii din galaxia Arkana
Vizitatorii din galaxia Arkana (în croată Gosti iz galaksije, în cehă Monstrum z galaxie Arkana) este un film științifico-fantastic de groază de comedie din 1981, o co-producție iugoslavo-cehoslovacă regizată de Dušan Vukotić. Este unul dintre primele filme științifico-fantastice croate.

## Prezentare
Robert, un portar la un hotel, este obsedat de domeniul științifico-fantastic. El intenționează să scrie un roman SF despre trei androizi extratereștri - Andra și copiii Targo și Ulu - care aterizează pe Pământ după ce au fost trimiși de o civilizație avansată din galaxia Arkana. Robert este constant întrerupt din munca lui de prietena sa Biba precum și de vecinul său Tino, un fotograf. Unul dintre colegii săi de la hotel îi spune că ar trebui să adauge un monstru în povestea sa, sugerând că aceasta este singura modalitate de a atrage atenția cititorilor săi. Robert decide să-i urmeze parțial sfaturile, adăugând personajul Mumu, un animal extraterestru imens.
Într-o noapte, Robert aude vocea unei femei la casetofon care îi spune să meargă pe o insulă din apropiere. El împrumută o barcă de la prietenul său Toni și ajunge pe insulă, unde este surprins să găsească extratereștrii așa cum i-a descris în povestea sa. După ce se întoarce acasă, vorbește despre aceste evenimente cu psihiatrul său. El adaugă că a descoperit că are „tellurgia”, capacitatea de a-și face gândurile să se transforme în realitate. Robert a aflat despre acest lucru când era copil și dorea lapte, iar tatălui său i-au crescut sâni pentru a-l hrăni. Biba nu-l crede pe Robert, așa că se duce pe insula respectivă noaptea următoare. Acolo ea îi găsește iarăși pe cei trei extratereștrii. Aceștia se află în nava lor, care seamănă cu o sferă strălucitoare albastră. Ei observă un paznic care doarme și-i scot inima. Biba este speriată de aceste evenimente, așa că extratereștrii o transformă într-un cub. Odată ajunsă acasă, Biba revine la forma ei umană dar este în stare de șoc.
Pe măsură ce orașul află despre existența extratereștrilor, un grup de scafandri se duc pe insulă înarmați cu harpoane, dar sunt atacați de Targo, care trage cu raze laser care țâșnesc din ochii săi. Acest lucru sporește foarte mult interesul public față de extratereștrii: o mulțime de turiști călătoresc spre insulă, dar sosesc acolo dezbrăcați pentru a-i convinge pe extratereștri că nu vor să le facă niciun rău. Cu toate acestea, ei găsesc insula pustie. Toni caută, de asemenea, extratereștrii cu aparatul său de fotograf, dar fără niciun rezultat. Robert este concediat din slujba sa de la hotel. Când ajunge acasă, Robert găsește extratereștrii acolo. El este fascinat de Andra și-i atinge pielea, dar Biba apare în cameră și, geloasă, o înjunghie pe Andra. Acest lucru îl provoacă pe Mumu, care crește în dimensiuni până atinge mai mult de 2 metri înălțime. Mumu aruncă flăcări către oamenii aflați în casă, omorând mai mulți dintre ei. În cele din urmă, Robert părăsește Pământul cu extratereștrii.

## Distribuție
- Žarko Potočnjak -  Robert, portar la un hotel și scriitor de romane științifico-fantastice
- Lucié Žulova -  Biba, prietena lui Robert
- Ksenija Prohaska -  Andra, împreună cu copiii Targo și Ulu, unul din cei trei androizi extratereștri
- Rene Bitorajac -  Targo, unul din cei trei androizi extratereștri
- Jasminka Alic	-	Ulu, unul din cei trei androizi extratereștri
- Ljubiša Samardžić -  Toni, un prieten al lui Robert
- Ivana Andrlová -  Gabi
- Cvijeta Mesić -  Cecille
- Petr Drozda - monstrul extraterestru Mumu
- Markéta Fiserová - Stela
- Karel Augusta - tatăl Stelei
- Hermina Pipinic - mama Stelei
- Helena Ruzicková - d-na. Svarcová
- Václav Stekl - psihiatrul lui Robert
- Zvonko Lepetic - paznicul de pe insulă

## Producție
Filmul este regizat de Dušan Vukotić, regizor iugoslav de origine muntenegreană. Înainte de moartea sa din 1998, a lucrat la un nou film științifico-fantastic est-european (neterminat), co-scris de scriitorul croat de science fiction Aleksandar Žiljak.  Vizitatorii din galaxia Arkana este unul dintre primele filme științifico-fantastice croate, după Mântuitorul (Izbavitelj), film din 1977 regizat de Krsto Papić.
Filmările la Vizitatorii din galaxia Arkana au avut loc în studiourile Zagreb Film, Kinematografi, Jadran Film (casă de filme croată de stat) și Filmové Studio Barrandov. Scenaristul filmului este poetul ceh, dramaturgul și scenaristul Miloš Macourek (1926-2002). Macourek a mai scris scenariul serialului cehoslovac Arabela (1979-1981) sau scenariul filmelor științifico-fantastice cehoslovace Kdo chce zabít Jessii? (1966), Zabil jsem Einsteina, pánové (1969), Pane, vy jste vdova! (1971).

## Primire
Filmul a fost nominalizat la categoria cel mai bun film și a primit premiul pentru cel mai bun scenariu la festivalul de film din 1984, Fantasporto, din Portugalia.

## Legături externe
- Vizitatorii din galaxia Arkana la Internet Movie Database
- Visitors from the Galaxy la Filmski-Programi.hr

## Vezi și
- Listă de filme științifico-fantastice est-europene
- Listă de filme iugoslave
- Listă de filme SF de groază
- Listă de filme SF de comedie
- Științifico-fantasticul în Croația
- Științifico-fantasticul în Cehia